# 陳南金
陳南金（1521年—？），字子兼，號秦淙，浙江紹興府餘姚縣人，匠籍，明朝政治人物。

## 生平
嘉靖二十二年（1543年）癸卯科浙江鄉試第四十九名舉人。嘉靖三十五年（1556年）中式丙辰科二甲第二十二名進士。礼部观政，授工部主事，三十九年致仕。

## 家族
曾祖陳詠，按察司僉事；祖父陳良節；父陳祐，生员恩授冠帶。母黃氏。兄铨（主簿）、鉞（州吏目）、鈺（典史）、镜、弟北鑰、東銘（生员）、西銘（医士）、鎣（吏目）。